# Iso Paavolampi
Iso Paavolampi är en sjö i Finland. Den ligger i kommunen Rovaniemi i landskapet Lappland, i den norra delen av landet, 800 km norr om huvudstaden Helsingfors. Iso Paavolampi ligger 184,5 meter över havet. Arean är 22,4 hektar och strandlinjen är 2,04 kilometer lång. Sjön  ingår i Kemi älvs huvudavrinningsområde. 